# Parguaza
Parguaza je rijeka u Venezueli. Pritoka je rijeke Orinoco.